# Dichelonyx robusta
Dichelonyx robusta är en skalbaggsart som beskrevs av Henry Clinton Fall 1901. Dichelonyx robusta ingår i släktet Dichelonyx och familjen Melolonthidae. Inga underarter finns listade i Catalogue of Life.